# Руасс, Лейла
Ле́йла Абдессела́м Руа́сс (англ. Laila Abdesselam Rouass; 22 июня 1971, Степни, Лондон, Англия, Великобритания) — английская актриса.

## Биография
Лейла Абдесселам Руасс родилась 22 июня 1971 года в Степни (Лондон, Англия, Великобритания) в семье марокканца и индианки.
Лейла — кузина актёра Рашида Сабитри (англ. Rachid Sabitri).

### Карьера
Лейла дебютировала в кино в 1999 году, сыграв роль Ясмин в фильме «Односторонний». Всего Руасс сыграла в 23-х фильмах и телесериалах. В 1990-х годах она также работала виджеем на индийском телевидении.

### Личная жизнь
В 1990—2003 года Лейла была замужем за Абдесламом Руассом.
В 2005—2008 года Лейла состояла в фактическом браке с бизнесменом Насой Кханом. У бывшей пары есть дочь — Инес Кхан (род. 2007).
В 2013 году она обручилась с Ронни О'Салливаном. В июне 2025 года пара сыграла свадьбу.